# Пінсько (Куявсько-Поморське воєводство)
Пінсько (пол. Pińsko) — село в Польщі, у гміні Шубін Накельського повіту Куявсько-Поморського воєводства.
Населення — 278 осіб (2011).
У 1975-1998 роках село належало до Бидгощського воєводства.

## Демографія
Демографічна структура станом на 31 березня 2011 року:
|          | Загалом | Допрацездатний вік | Працездатний вік | Постпрацездатний вік |
| -------- | ------- | ------------------ | ---------------- | -------------------- |
| Чоловіки | 139     | 31                 | 95               | 13                   |
| Жінки    | 139     | 33                 | 84               | 22                   |
| Разом    | 278     | 64                 | 179              | 35                   |